# Microtus felteni
Microtus felteni là một loài động vật có vú trong họ Cricetidae, bộ Gặm nhấm. Loài này được Malec & Storch mô tả năm 1963.